# Stepnogorsk
Stepnogorsk (en russe : Степногорск) ou Stepnogor (en kazakh : Степногор) est une ville de l'oblys d'Aqmola, dans le nord-est du Kazakhstan. Sa population s'élevait à 46 401 habitants en 2012.

## Géographie
Stepnogorsk est située à 135 km au nord d'Astana et à 196 km au sud-est de Kokchetaou.

## Histoire
Créée en secret en 1959 sous les noms de Tselinograd-25 (en russe : Целиноград-25) et de Makinsk-2 (en russe : Макинск-2), la localité est un centre nucléaire et biochimique. Elle obtient le statut de ville en 1964.

## Population

### Démographie
Stepnogorsk a vu sa population fortement décroître après la dislocation de l'Union soviétique. Elle s'est stabilisée au cours des premières années du XXIe siècle.
Recensements (*) ou estimations de la population
| 1970*  | 1979*  | 1989*  | 1999*  |
| ------ | ------ | ------ | ------ |
| 25 956 | 45 794 | 58 200 | 47 372 |

| 2009*  | 2011   | 2012   | - |
| ------ | ------ | ------ | - |
| 46 712 | 46 332 | 46 401 | - |

### Nationalités
Le recensement de 2010 révèle une composition fortement marquée par la présence de populations russe (50 %), kazakhe (34 %), ukrainienne (5 %), allemande (3 %) et tatare (2 %). Les autres ethnies (Biélorusses, Polonais, Bachkirs, Mordves, Tchétchènes, Moldaves, Azéris et Grecs) représentent individuellement moins de 1 % de l’ensemble.

### Cultes
- Orthodoxe: Cathédrale Saint-Eleuthère[5]
- Catholique: paroisse Notre-Dame-de-Fatima[6]
- Sunnite: mosquée de la ville

## Économie
En 2004, Kazatomprom reçoit en gestion fiduciaire le « combinat minier chimique de Stepnogorsk ».
Stepnogorsk est également le siège de la société minière KazakhGold.

## Source
- (en)/(ru) Cet article est partiellement ou en totalité issu des articles intitulés en anglais « Stepnogorsk » (voir la liste des auteurs) et en russe « Степногорск » (voir la liste des auteurs).